# Salim Iles
Salim Iles (in arabo سليم ايلاس‎?; Orano, 14 maggio 1975) è un ex nuotatore algerino.
Alle Olimpiadi di Atene 2004 ha raggiunto le finali dei 50 m sl e 100 m sl, giungendo rispettivamente ottavo e settimo.

## Palmarès
- Mondiali in vasca corta

Mosca 2002: bronzo nei 100m sl.
Indianapolis 2004: argento nei 100m sl.
- Giochi panafricani

Johannesburg 1999: argento nei 100m sl e bronzo nei 50m sl.
Abuja 2003: oro nei 50m sl, nei 100m sl e nella 4x100m sl.
Algeri 2007: oro nei 50m sl, nei 100m sl e argento nella 4x100m sl.
- Campionati africani

Dakar 2006: oro nei 50m sl, nei 50m farfalla e nella 4x100m sl e argento nella 4x100m misti.
- Giochi del Mediterraneo

Bari 1997: oro nei 100m sl e argento nei 50m sl.
Tunisi 2001: oro nei 50m sl e nei 100m sl.
Almerìa 2005: oro nei 50m sl e nei 100m sl.